# Landesmuseum Koblenz
Das Landesmuseum Koblenz ist ein Museum auf der Festung Ehrenbreitstein in Koblenz. Es ist nach Mainz und Trier das jüngste Landesmuseum von Rheinland-Pfalz. Das Museum zeigt in vier Ausstellungshäusern auf der Festung Ehrenbreitstein Dauer- und Wechselausstellungen. Schwerpunkte sind Fotografie, Archäologie, Weinbau und Genuss sowie Wirtschafts- und technische Kulturgeschichte. Zudem bietet es ein breites Angebot museumspädagogischer Aktionen sowie Begleitprogramme an. Das Landesmuseum Koblenz betreibt eigene Forschung und nimmt die notwendige Restaurierung an den Sammlungsstücken vor.
Als eigenständige Direktion gehört es zur Generaldirektion Kulturelles Erbe Rheinland-Pfalz. Direktor ist seit 2018 Andreas Schmauder, welcher zugleich Leiter des Kulturzentrums Festung Ehrenbreitstein ist.

## Geschichte

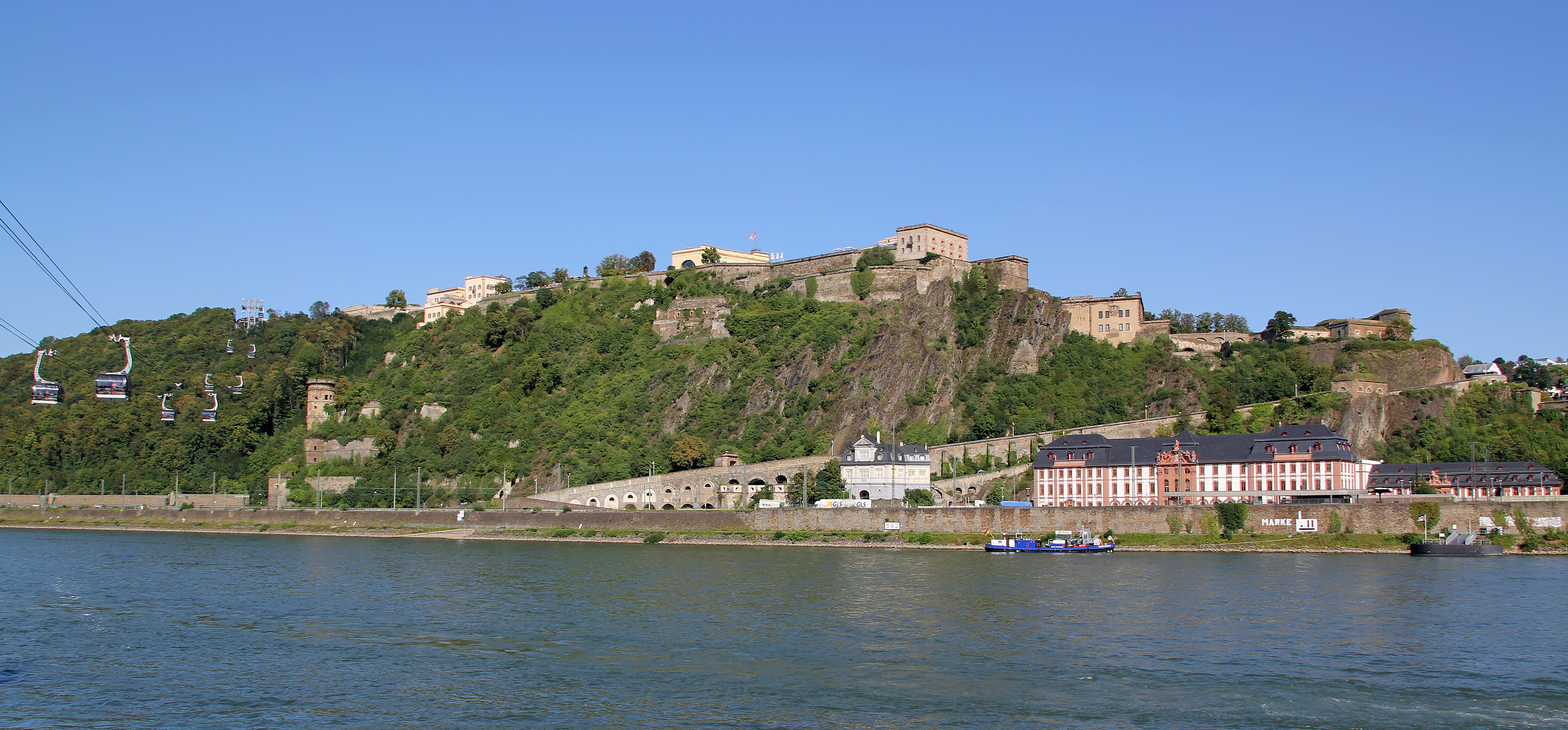
Die Festung Ehrenbreitstein in Koblenz, Sitz der vier Ausstellungshäuser des Landesmuseums, im August 2011

Das Landesmuseum Koblenz wurde 1956 als Staatliche Sammlung für Vorgeschichte und Volkskunde gegründet, die von Josef Röder betreut wurde. Röder war seit 1949 staatlicher Vertrauensmann für Bodendenkmal- und Museumspflege im Norden von Rheinland-Pfalz und sammelte in dieser Funktion Objekte der regionalen Industrie- und Handwerkskultur. Zugleich war er ehrenamtlicher Leiter des Mittelrhein-Museums der Stadt Koblenz, dessen Sammlungen auf der Festung Ehrenbreitstein ausgelagert waren. 1956 gründete das Land Rheinland-Pfalz den Landesdienst für Vor- und Frühgeschichte in der Landbastion der Festung Ehrenbreitstein, dessen Leitung Röder übernahm. Zugleich wurde als Unterabteilung die Staatliche Sammlung für Vorgeschichte und Volkskunde eingerichtet. Deren Ausstellung sollte ein Anziehungspunkt für Touristen sein. Gezeigt wurde zunächst die Technikgeschichte des Weinbaus. Zusammengetragen wurden vorrangig Maschinen und Werkzeuge, die im Wein- und Bergbau, in der Flussfischerei und in der Basalt- und Bimsgewinnung eingesetzt wurden.
Anfang 1967 trennte das rheinland-pfälzische Kultusministerium Bodendenkmalpflege und Sammlung und Röder wurde Leiter der „Staatlichen Sammlung für Vorgeschichte und Volkskunde des Mittelrheins im Staatlichen Amt für Vor- und Frühgeschichte“. Anfang 1972 wurde die Sammlung in den Status eines Landesmuseums erhoben.
1975 übernahm Ulrich Löber die Museumsleitung und begann mit der Neukonzeption der Ausstellung. Er stellte die Technik als kulturelle Errungenschaft des Menschen in den Mittelpunkt. Um dies zu verdeutlichen, änderte das Museum seine Bezeichnung in „Landesmuseum Koblenz – Staatliche Sammlung technischer Kulturdenkmäler“. Unter Löber wurde im Landesmuseum Koblenz erstmals in Rheinland-Pfalz ein Museumspädagoge angestellt. 1993 wurde mit dem Aufbau einer Landessammlung zur Geschichte der Fotografie in Rheinland-Pfalz begonnen, die sich heute im „Haus der Fotografie“ mit Dauer- und Wechselausstellungen präsentiert.
Im Jahre 2001 übernahm Thomas Metz die Museumsleitung, die er bis 2008 innehatte. Er trat danach die Stelle des Generaldirektors der Generaldirektion Kulturelles Erbe Rheinland-Pfalz (GDKE) an. Im August 2003 wurde das „Haus der Archäologie“ eröffnet, in dem das Landesmuseum bedeutende Funde der Landesarchäologie zeigt.
Nach dem 50-jährigen Jubiläum wurde im Jahr 2007 mit einer grundlegenden Sanierung der Räumlichkeiten des Landesmuseums begonnen, die weiterhin andauert. Da die Festung Ehrenbreitstein Teil der Bundesgartenschau 2011 war, wurde auch das Landesmuseum mit besonderen Ausstellungen in die Veranstaltung eingebunden. Auf den Dächern der Contregarde rechts entstanden die Archäologischen Zeitgärten. Daneben begleitete das Landesmuseum die Gartenschau mit zwei großen Wechselausstellungen zum preußischen Gartenbauer Peter Joseph Lenné und zur Geschichte der Grabkultur an Rhein und Mosel.

## Ausstellungen

### Dauerausstellungen
Im „Haus der Archäologie“ zeigt das Landesmuseum die Ausstellung „Geborgene Schätze. Archäologie an Mittelrhein und Mosel“ und auf dem Dach die zur Bundesgartenschau 2011 geschaffenen „Archäologischen Zeitgärten“ mit drei historischen Themengärten.
Im „Haus des Genusses“ in der „Langen Linie“ ist die Ausstellung „WeinReich Rheinland-Pfalz“, die sich dem Wein in Rheinland-Pfalz widmet.
Im „Haus der Fotografie“ im „Turm Ungenannt“ präsentiert sich „Landessammlung zur Geschichte der Fotografie“.
Es gibt einen kleinen Bereich für Technikgeschichte, in dem ein paar alte Autos der Marke Horch präsentiert werden.

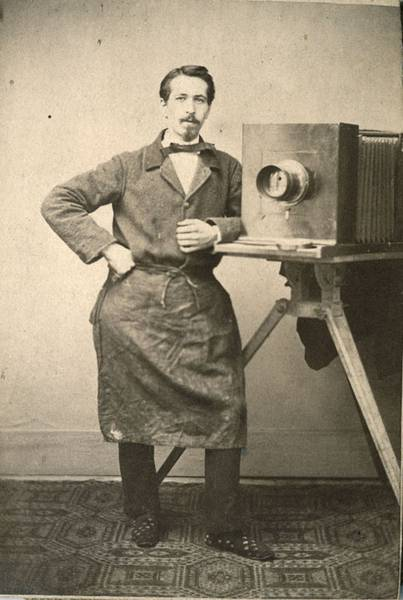
In seiner Fotosammlung hat das Landesmuseum Koblenz einen repräsentativen, zugleich nahezu vollständigen Überblick über das Lebenswerk des Fotografen Jacob Hilsdorf
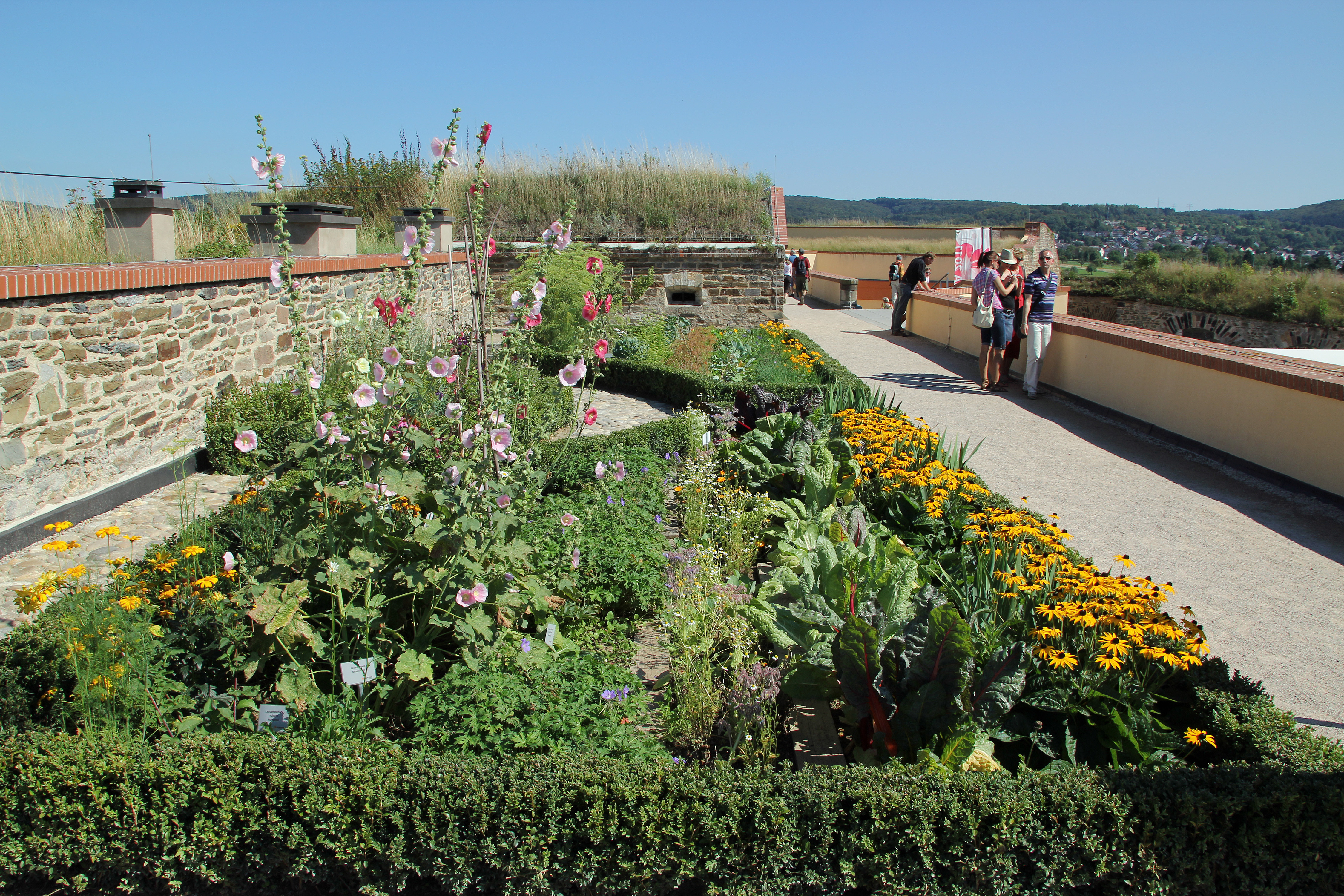
Archäologische Zeitgärten auf dem Dach der Contregarde rechts während der Bundesgartenschau 2011
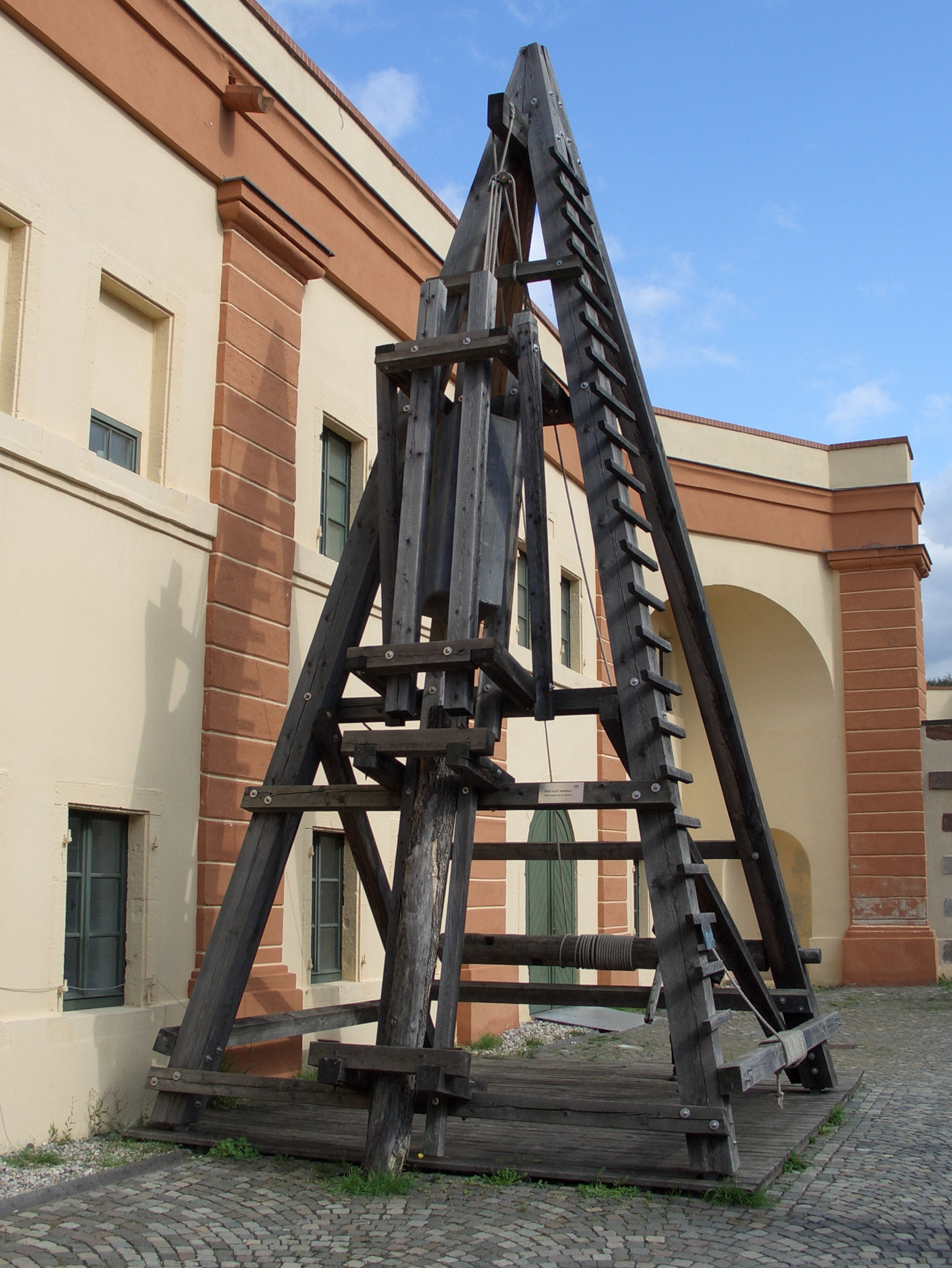
Originalgetreuer Nachbau einer römischen Pfahlramme wie sie Caesar bei seinem Bau der Rheinbrücke 55 v. Chr. nutzte, ausgestellt auf der Festung Ehrenbreitstein in Koblenz
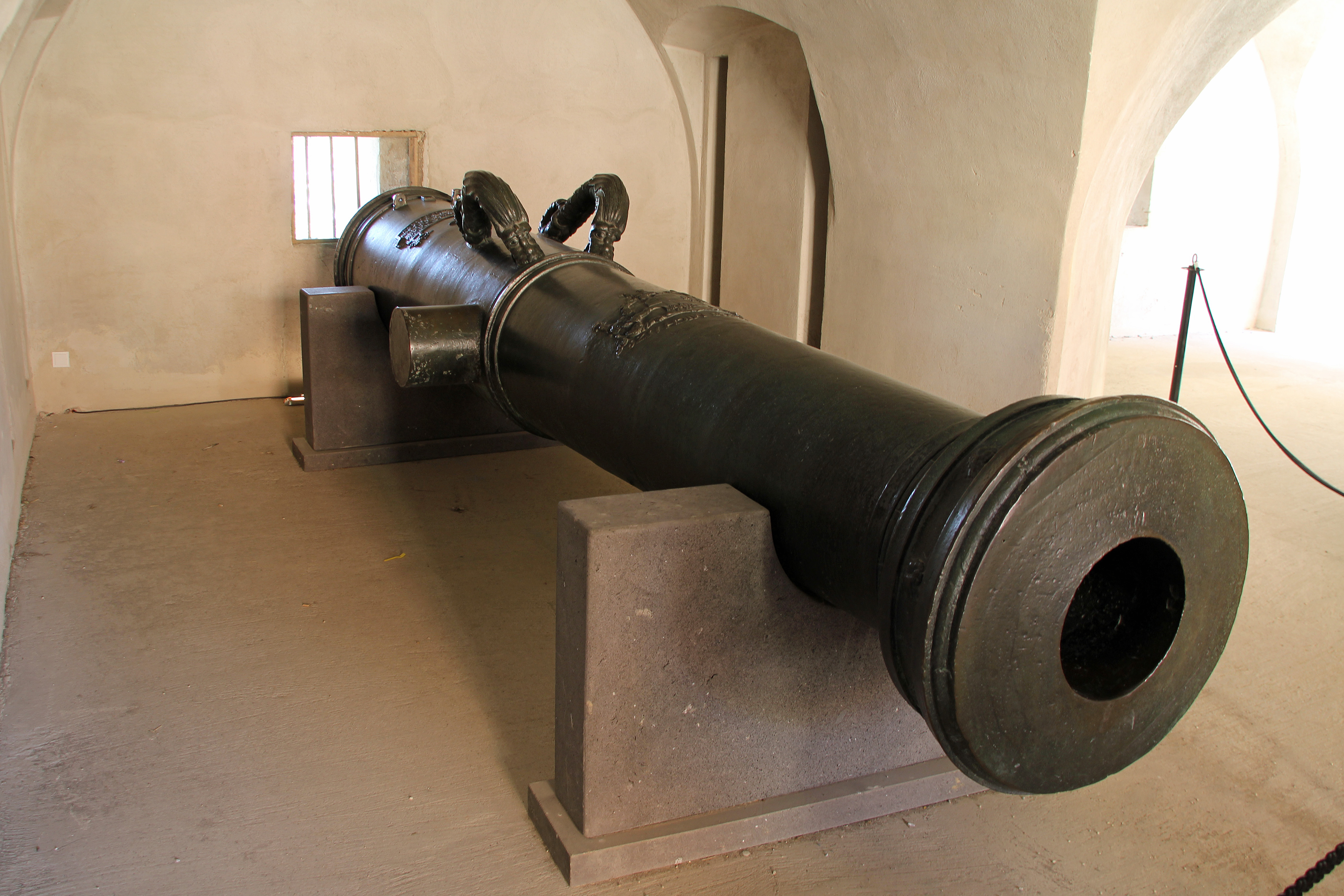
Kanone Greif

### Sonder- und Wechselausstellungen (Auswahl)
- 2018: gute aussichten – junge deutsche fotografie 2017/2018
- 2018: Dr. Berthold-Roland-Fotokunstpreis: Kristina Lenz und Florian Glaubitz – Von Hier aus
- ab Mai 2018: vorZEITEN. Archäologische Schätze an Rhein und Mosel
- 2018/2019: Tradition Raiffeisen: Wirtschaft Neu Denken
- 2018: Ruth Marcus: Männer und ihre Tiere
- 2018: Willkommen@HotelGlobal. Ein interaktives Abenteuer für alle Weltentdeckerinnen und Weltentdecker
- 2018: Koblenz analog. Eine studentische Initiative der Universität Koblenz-Landau
- 2017/18: Helke Stiebel. Der Strom
- 2017/2018: ...aufgetischt! kunstvoller Nährwert von AndyMo
- 2017: abstrahierend. Fotografien von Rainer Breuer
- 2017: Cowboy & Indianer. Made in Germany
- 2017: Frauen – Flechten – Formen. Kunsthandwerk aus Ruanda
- 2017: gute aussichten – junge deutsche fotografie 2016/2017
- 2017: Herbert Piel – Ankunft: Rheinland-Pfalz
- 2016/2017: Der Münzschatz von Ehrenbreitstein
- 2016/2017: Toni Schneider. Reisefotografie
- 2016/2017: Der blaue Dunst. Zur Kulturgeschichte des Rauchens
- 2016: Frank Kunert: Wunderland
- 2016: im Haus der Fotografie | Turm Ungenannt: Markus Redert: Westfront
- 2016: gute aussichten – junge deutsche fotografie 2015/2016
- 2016: Eiszeitsafari
- 2015/2016: Schokolade!
- 2015/2016: Bier und Büchsenfleisch – Archäologie (in) der Preußenzeit
- 2015/2016: Stillgestanden! – Preußische Soldaten im Bild
- 2015: Gute aussichten – junge deutsche fotografie 2014/2015
- 2015: 40 Jahre Playmobil – Eine Abenteuerreise durch die Zeit
- 2014/2015: Tafelkunst und Einheitsbrei – Tischkultur im Barock
- 2014: Tatort Archäologie – Spurensuche im Boden
- 2014: Der Barbarenschatz von Rülzheim
- 2013/2014: GenussKultur – Essen in und aus Rheinland-Pfalz
- 2013: Ausstellung zum DAM-Preis für Architektur in Deutschland 2012 – Koblenz
- 2012: Genuss aus Meisterhand
- 2010/2011: Schaufeln, Bagger, Schutt – Koblenz verändert sich
- 2010: Stich für Stich – von der Nähmaschine auf den Laufsteg
- 2008: Mythos Ritter
- 2007: Verliebt? Verlobt! Verheiratet... – Rheinland-Pfalz: die frühen Jahre
- 2007: Leben am Limes
- 2006: Nintendo – Vom Kartenspiel zum Game Boy
- 2005: Haribo – Mit dem Goldbären zur Kultmarke
- 2004: Der Traum vom Fliegen
- 2003: LegoWelt – Spiel mit der Fantasie
- 2002: Schloss Stolzenfels – Ein gebauter Traum
- 1986 gab es eine Sonderausstellung zu August Horch, in der ein Horch 830 von 1935 ausgestellt war.[7]

## Direktoren/Museumsleiter
- 1956–1975: Josef Röder
- 1975–2001: Ulrich Löber
- 2001–2007: Thomas Metz
- 2008–2017: Brigitte Schmutzler[8]
- seit 2018: Andreas Schmauder

## Veröffentlichungen (Auswahl)
- Paul-Georg Custodis: Von der Autobahnbrücke bis zur Ziegelei. Zeugnisse aus Technik und Wirtschaft in Rheinland-Pfalz. Schnell + Steiner, Regensburg 2014, ISBN 978-3-7954-2843-3.
- Generaldirektion Kulturelles Erbe Rheinland-Pfalz, Direktion Landesmuseum Koblenz (Hrsg.): Wolfgang Horbert. Fotografien. Selbstverlag, Koblenz 2014, ISBN 978-3-925915-75-8.
- Generaldirektion Kulturelles Erbe Rheinland-Pfalz, Direktion Landesmuseum Koblenz (Hrsg.): Schaufeln, Bagger, Schutt. Koblenz verändert sich. Eine Fotodokumentation der letzten 150 Jahre. 3., korrigierte Auflage. Selbstverlag, Koblenz 2012, ISBN 978-3-925915-73-4.
- Generaldirektion Kulturelles Erbe Rheinland-Pfalz, Direktion Landesmuseum Koblenz (Hrsg.): Peter Joseph Lenné – Eine Gartenreise im Rheinland. Schnell + Steiner, Regensburg 2011, ISBN 978-3-7954-2505-0.
- Generaldirektion Kulturelles Erbe Rheinland-Pfalz, Direktion Landesmuseum Koblenz (Hrsg.): Zündende Ideen. Marken aus Rheinland-Pfalz. Ein Gang durch die Ausstellung. Selbstverlag, Koblenz 2011, ISBN 978-3-925915-74-1.
- Landesmuseum Koblenz (Hrsg.): Toni Schneiders. Fotografie. Hatje Cantz, Ostfildern 2008, ISBN 978-3-7757-2182-0.
- Landesmuseum Koblenz (Hrsg.): Bilder machen Leute. Die Inszenierung des Menschen in der Fotografie. 2. Auflage. Hatje Cantz, Ostfildern 2008, ISBN 978-3-7757-2170-7.
- Landesmuseum Koblenz (Hrsg.): Die Geschichte des Landesmuseums Koblenz. Selbstverlag, Koblenz 2007, ISBN 978-3-925915-71-0.
- Handwerkskammer Koblenz, Landesmuseum Koblenz (Hrsg.): Meisterschaft! Handwerk und Hightech. Selbstverlag, Koblenz 2006, ISBN 3-925915-69-9.
- Landesmuseum Koblenz (Hrsg.): Der Fotograf Max Jacoby. Bilder der 60er und 70er Jahre. Selbstverlag, Koblenz 2003, ISBN 3-935690-16-9.
- Landesmuseum Koblenz (Hrsg.): Was heißt hier Rheinromantik? Bilder aus der Landessammlung zur Geschichte der Fotografie in Rheinland-Pfalz. Selbstverlag, Koblenz 2002, ISBN 3-925915-67-2.
- Landesmuseum Koblenz (Hrsg.): Der Geist der Romantik in der Architektur. Gebaute Träume am Mittelrhein. Schnell + Steiner, Regensburg 2002, ISBN 3-7954-1512-8.
- Landesmuseum Koblenz (Hrsg.): Das gestaltete Jahrhundert. Mode und Produktdesign der letzten 100 Jahre. Die Sammlung Hermann Götting, Köln. Selbstverlag, Koblenz 2000, ISBN 3-925915-65-6.